# Боскобел, Висконсин
Боскобел, Висконсин (енгл. Boscobel) град је у америчкој савезној држави Висконсин.

## Демографија
По попису из 2010. године број становника је 3.231, што је 184 (6,0%) становника више него 2000. године.
| Група             | 2000.         | 2010.         |
| Белци             | 2.865 (94,0%) | 2.856 (88,4%) |
| Афроамериканци    | 114 (3,7%)    | 268 (8,3%)    |
| Азијати           | 5 (0,2%)      | 6 (0,2%)      |
| Хиспаноамериканци | 36 (1,2%)     | 71 (2,2%)     |
| Укупно            | 3.047         | 3.231         |